# Gideon Klein
Gideon Klein (geboren 6. Dezember 1919 in Přerov; gestorben 27. Januar 1945 im KZ Fürstengrube) war ein tschechisch-jüdischer Komponist und Pianist.

## Biografie

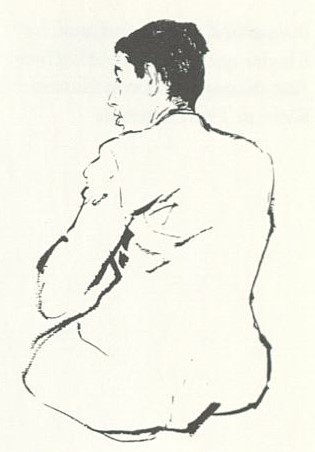
Peter Kien: Gideon Klein in Theresienstadt

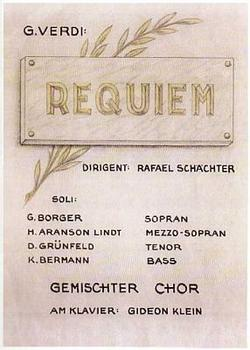
Giuseppe Verdi; Messa da Requiem im Ghetto Theresienstadt
Rafael Schächter, Dirigent; Gideon Klein, Klavier; Gertruda Borger, Sopran; Hilda Aranson-Lindt, Mezzosopran; David Grünfeld, Tenor; Karel Berman, Bass

Gideon Klein war als Kind musikalisch ungewöhnlich begabt und begann mit 11 Jahren den Klavierunterricht bei Růžena Kurzová. Mit 10 Jahren entstanden erste Kompositionen. Sein erstes Konzert gab er mit 14 Jahren. 1931 ging er nach Prag und besuchte dort das Konservatorium und dann die Meisterklasse für Klavier von Vilém Kurz. Eine Karriere als Pianist zeichnete sich ab. Das gleichzeitige Gymnasialstudium schloss er 1938 mit einem Diplom cum laude ab. Mit der deutschen Zerschlagung der Tschechoslowakei endeten seine weiteren Studien – das Studium der Musikwissenschaften musste er 1939 wegen Schließung der Prager Karlsuniversität unterbrechen ebenso wie 1940 das folgende Kompositionsstudium bei Alois Hába. In dieser Zeit entsteht sein „Divertimento“ für Bläseroktett, das als Schlüsselwerk gilt und die politischen Erlebnisse und künstlerischen Einflüsse der Zeit verarbeitet.
Die Annahme eines Studienplatzes an der Royal Academy of Music in London wurde ihm verwehrt. Auch als Pianist wurde ihm das öffentliche Auftreten verboten. Ab 1941 trat er daher unter dem Pseudonym Karel Vranek auf, später nur noch im privaten Kreis. Im Dezember 1941 wurde er in das KZ Theresienstadt deportiert. Bald war er zusammen mit Musikern wie den Komponisten Hans Krása, Viktor Ullmann und Pavel Haas, dem Sänger Karel Berman, dem Pianisten und Dirigenten Rafael Schächter oder dem späteren Dirigenten der Tschechischen Philharmonie Karel Ančerl eine der wichtigen Personen im anfangs verbotenen und nachher zu Propagandazwecken missbrauchten Kulturleben der Lagerstadt. Er trat in Konzerten auf und schrieb Werke, die auch unter den Umständen des Lagers aufführbar waren, hielt Vorträge und gab auch Unterricht.
Im Oktober 1944, neun Tage nach Fertigstellung seines Streichtrios, wurde er in das KZ Auschwitz und von dort in das Außenlager Fürstengrube deportiert. In den Kohlengruben kam er kurz vor der Befreiung unter ungeklärten Umständen ums Leben. Seine Schwester Eliška Kleinová überlebte das Lager und unterstützte die Herausgabe der Werke. 1994 gründete sie die Gideon-Klein-Stiftung.
In seinen Werken verbindet er Einflüsse von Leoš Janáček und Arnold Schönberg zu einer ausdrucksstarken eigenen Musik.

## Gedenken

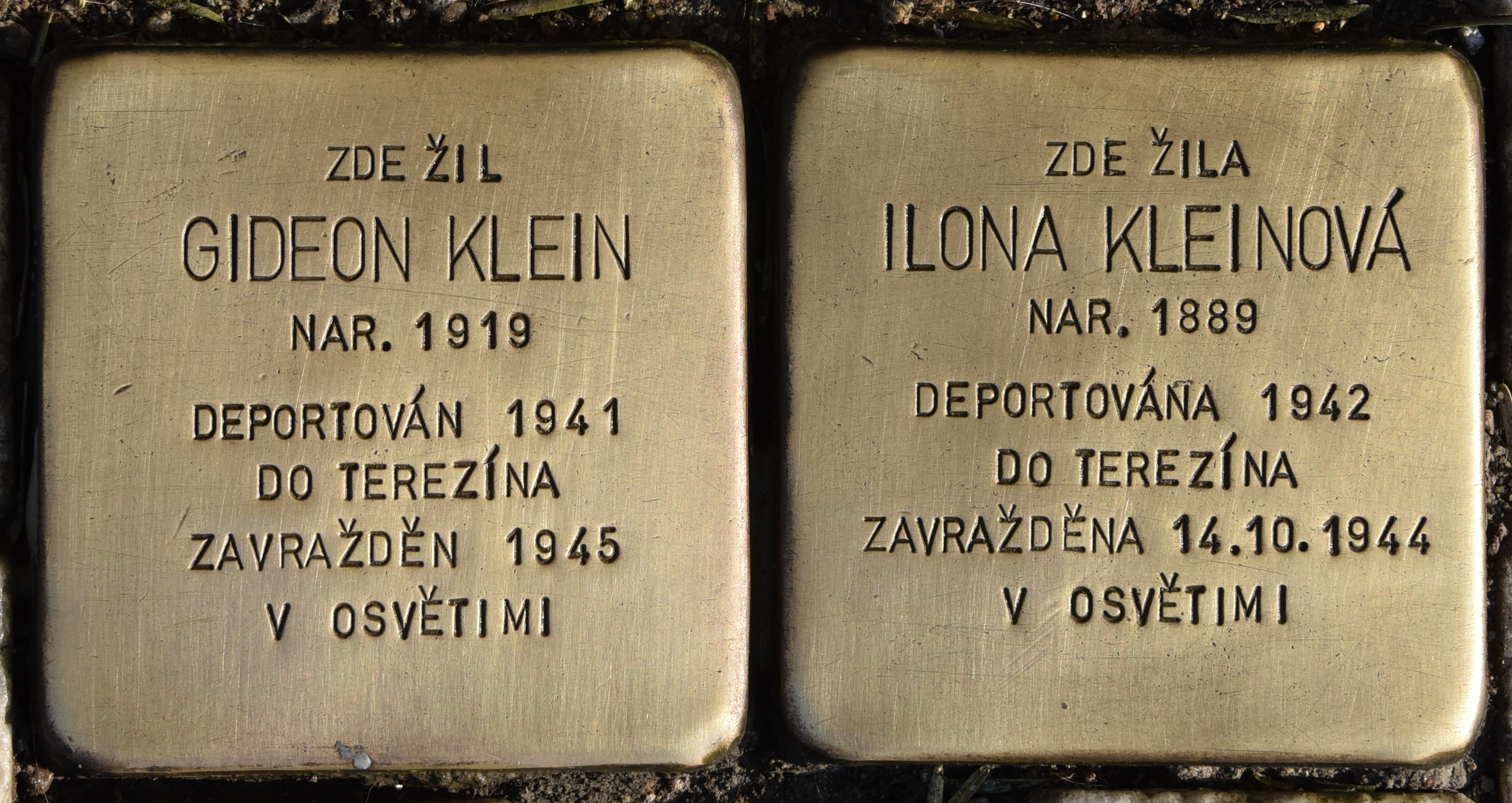
Stolpersteine für Gideon Klein und Ilona Kleinova in Prag

Für Gideon Klein und seine Mutter wurden vom Künstler Gunter Demnig in Prag vor dem Haus am Rašín-Kai (Rašínovo nábřeží 1696/66), dem damaligen Palacký-Kai, Stolpersteine verlegt.

## Werke

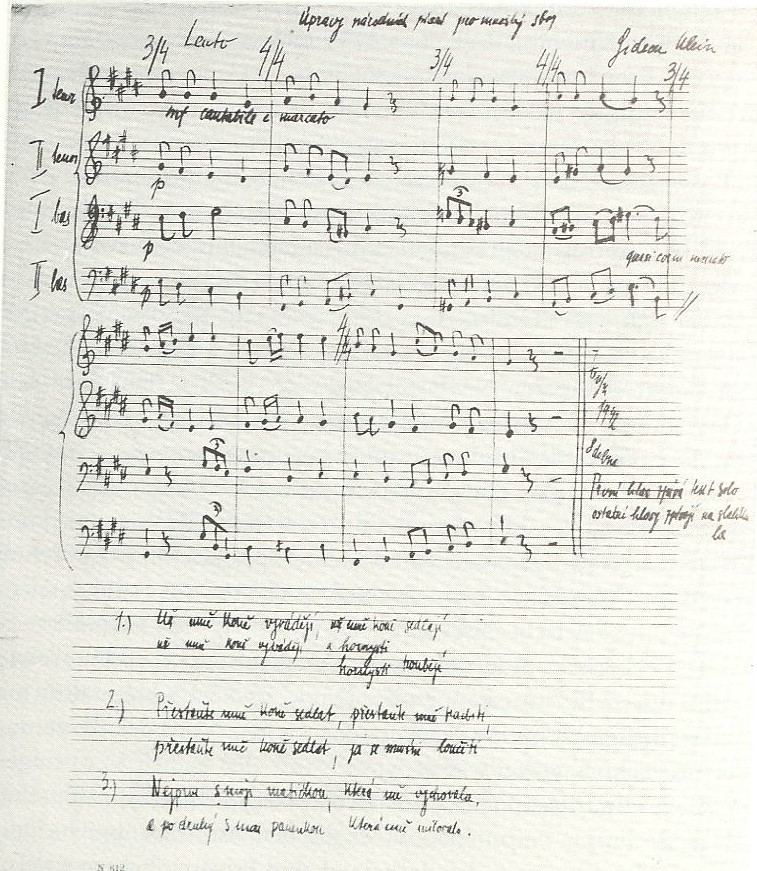
Už mně koně vyvádějí

- 1929 Suite lyrique für Klavier – I.Prelude; II.Capriccio; III.Epilog; IV.Noc(Nacht); V.Troubadour
- 1933 Malà suita(kleine Suite) für Klavier -I.Andante; II.Zive (Lebhaft)
- 1934 Komposition für eine Singstimme und Klavier, Text: Otokar Brezina
- 1936–1938 Vier Sätze für Streichquartett
- 1940 Duo im Vierteltonsystem für Violine und Viola
- 1939/1940 Divertimento Bläseroktett (Je zwei Oboen, Klarinetten, Fagotte und Hörner)
- 1940 Drei Lieder op. 1 Hohe Stimme und Klavier
  - The Fountain (Johann Klaj)
  - Hälfte des Lebens (Friedrich Hölderlin)
  - Dämmrung senkte sich von oben (Johann Wolfgang von Goethe) in der tschechischen Übersetzung von Erik A. Saudek
- 1940 Prelude Viola solo
- 1940/1941 Streichquartett op. 2
- 1941 Duo für Violine und Cello (unvollendet)
- 1942 Madrigal Sag Tod nach Worten von François Villon in der tschechischen Übersetzung von Otokar Fischer Zwei Soprane, Alt, Tenor und Bass
- 1942 První hřích (Erster Sündenfall) Männerstimme und Chor
- 1942 Madrigal Das Angenehme in dieser Welt nach Worten von Friedrich Hölderlin in der tschechischen Übersetzung von Erik A. Saudek. Zwei Soprane, Alt, Tenor und Bass
- 1942 Bachuri, le’an tisa? Frauenchor
- 1942 Bearbeitung tschechischer und russischer Volksweisen Tenor und Frauenchor
  - 1. Aby nás pán Bůh miloval
  - 2. Chodzila liška po razi
  - 3. Chodíme, chodíme
  - 4. Na tých našich lukách
  - 5. Poljuško, pole
  - 6. Už mně koně vyváději [Erste Version]
  - 7. Už mně koně vyváději [Zweite Version]
- 1942/1943 Fantasie und Fuge für Streichquartett
- 1943 Wiegenlied (Sch´haw b´ni) Bearbeitung eines hebräischen Liedes Frauenchor (oder Solostimme/Sopran) und Klavier
- 1943 Klaviersonate
  - Allegro con fuoco
  - Adagio
  - Allegro vivace
- 1944 Streichtrio für Violine, Viola und Cello auch als Partita für Streicher von Vojtěch Saudek rekonstruiert und instrumentiert
  - Allegro spiccato
  - Lento (Variation über ein mährisches Volkslied)
  - Molto vivace